# Delroy Lindo
Delroy George Lindo (Eltham, Londres, 18 de novembro de 1952) é um ator e diretor anglo-americano. Lindo já foi indicado aos prêmios Tony e Screen Actors Guild, e venceu um Satellite Award.

## Filmografia

### Cinema
| Ano  | Título                 | Papel                      | Notas |
| ---- | ---------------------- | -------------------------- | --- |
| 1976 | Find the Lady          | Sam                        | |
| 1979 | More American Graffiti | Army Sergeant              | |
| 1990 | The Blood of Heroes    | Mbulu                      | |
| 1990 | Mountains of the Moon  | Mabruki                    | |
| 1990 | Bright Angel           | Harley                     | |
| 1991 | The Hard Way           | Captain Brix, NYPD         | |
| 1992 | Malcolm X              | West Indian Archie         | Nominated—NAACP Image Award for Outstanding Supporting Actor in a Motion Picture Nominated—National Society of Film Critics Award for Best Supporting Actor |
| 1993 | Blood In Blood Out     | Bonafide                   | |
| 1994 | Crooklyn               | Woody Carmichael           | |
| 1995 | Clockers               | Rodney Little              | Indicado—Chicago Film Critics Association Award for Best Supporting Actor Indicado—National Society of Film Critics Award for Best Supporting Actor |
| 1995 | Congo                  | Captain Wanta              | Uncredited |
| 1995 | Get Shorty             | Bo Catlett                 | Indicado—National Society of Film Critics Award for Best Supporting Actor Indicado—Screen Actors Guild Award for Outstanding Performance by a Cast in a Motion Picture |
| 1996 | Ransom                 | Agent Lonnie Hawkins       | Indicado—NAACP Image Award for Outstanding Supporting Actor in a Motion Picture |
| 1996 | Broken Arrow (1996)    | Colonel Max Wilkins        | |
| 1996 | Soul of the Game       | Satchel Paige              | Telefilme Indicado—NAACP Image Award for Outstanding Actor in a Television Movie, Mini-Series or Dramatic Special |
| 1996 | Feeling Minnesota      | Red                        | |
| 1997 | First Time Felon       | Calhoun                    | Telefilme |
| 1997 | A Life Less Ordinary   | Jackson                    | |
| 1997 | The Devil's Advocate   | Phillipe Moyez             | Não creditado |
| 1998 | Glory & Honor          | Mathew Henson              | Telefilme Satellite Award for Best Actor – Miniseries or Television Film |
| 1999 | Pros & Cons            | Kyle                       | |
| 1999 | The Cider House Rules  | Arthur Rose                | Indicado—Las Vegas Film Critics Society Award for Best Supporting Actor Indicado—Screen Actors Guild Award for Outstanding Performance by a Cast in a Motion Picture |
| 2000 | The Book of Stars      | Professor                  | |
| 2000 | Gone in 60 Seconds     | Det. Roland Castlebeck     | |
| 2000 | Romeo Must Die         | Isaak O'Day                | |
| 2001 | The One                | MVA Agent Harry Roedecker  | |
| 2001 | Heist                  | Bobby "Bob" Blane          | |
| 2001 | The Last Castle        | Gen. Wheeler               | |
| 2003 | The Core               | Dr. Ed 'Braz' Brazzleton   | |
| 2003 | Profoundly Normal      | Ricardo Thornton           | Telefilme |
| 2003 | Wondrous Oblivion      | Dennis Samuel              | |
| 2005 | Domino                 | Claremont Williams         | |
| 2005 | Lackawanna Blues       | Mr. Lucious                | Telefilme |
| 2005 | Sahara                 | Carl                       | |
| 2007 | This Christmas         | Joseph 'Joe' Black         | |
| 2009 | Up                     | Beta                       | |
| 2011 | The Big Bang           | Skeres                     | |
| 2015 | Cymbeline              | Belarius                   | |
| 2015 | Do You Believe?        | Street preacher with Cross | |
| 2015 | Point Break            | FBI Instructor             | |
| 2017 | Marcus Garvey Biopic   | Marcus Garvey              | |
| 2020 | Da 5 Bloods            | Paul                       | Prêmios Boston Online Film Critics Association de melhor ator Indiana Film Journalists Association Award de melhor ator New York Film Critics Circle de melhor ator Critics Choice Super Award de melhor ator em filme de ação Indicado Chicago Film Critics Association de melhor ator Pendente Greater Western New York Film Critics Association de melhor ator |

### Televisão
| Ano           | Título                            | Papel                        | Notas                                  |
| ------------- | --------------------------------- | ---------------------------- | -------------------------------------- |
| 1987          | Beauty and the Beast              | Isaac Stubbs                 | 2 episódios                            |
| 1989          | A Man Called Hawk                 | Mark Slater                  | Episódio: "Vendetta"                   |
| 1991          | Against the Law                   | Ben                          | Episódio: "Hoops"                      |
| 2002          | The Simpsons                      | Gabriel                      | Episódio: "Brawl in the Family"        |
| 2006–2007     | Kidnapped                         | Latimer King                 | 13 episódios                           |
| 2009          | Law & Order: Special Victims Unit | Detective Victor Moran       | Episódio: "Baggage"                    |
| 2009          | Mercy                             | Dr. Alfred Parks             | Episódio: "Can We Get That Drink Now?" |
| 2011          | The Chicago Code                  | Alderman Ronin Gibbons       | 11 episódios                           |
| 2013          | Robot Chicken                     | Dopey Smurf/Scorpion Cashier | Episódio: "Papercut to Aorta"          |
| 2014          | Believe                           | Dr. Milton Winter            | 13 episódios                           |
| 2015–presente | Blood & Oil                       | Tip Harrison                 |                                        |

### Teatro
| Ano       | Título                         | Papel         | Notas                                                                                                  |
| --------- | ------------------------------ | ------------- | --- |
| 1982–1983 | "Master Harold"...and the Boys | Willie        | |
| 1988      | Joe Turner's Come and Gone     | Herald Loomis | Indicado—Drama Desk Award for Outstanding Actor in a Play Indicado—Tony Award for Best Actor in a Play |
| 1993      | The Heliotrope Bouqet          | Joplin        | |
| 2009      | Things of Dry Hours            | Tice Hogan    | |
| 2012      | The Exonerated                 | Delbert Tibbs | |